# Przeciętny koszt całkowity
Przeciętny koszt całkowity (niekiedy „koszt przeciętny”, ang. average total cost, ATC) – pojęcie ekonomiczne oznaczające całkowity koszt produkcji przypadający na jednostkę produktu. Oblicza się go jako koszt całkowity podzielony przez wielkość produkcji:
{\displaystyle ATC={\frac {TC}{Q}}}
gdzie TC to koszt całkowity, zaś Q to wielkość produkcji. Ponieważ koszt całkowity jest sumą kosztu zmiennego i kosztu stałego alternatywnie, przeciętny koszt całkowity można również obliczyć jako sumę przeciętnego kosztu zmiennego i przeciętnego kosztu stałego.
{\displaystyle ATC={\frac {TVC}{Q}}+{\frac {TFC}{Q}}=AVC+AFC}
gdzie TVC to całkowity koszt zmienny (total variable cost), TFC to całkowity koszt stały (total fixed cost), AVC to przeciętny koszt zmienny (average variable cost) i AFC to przeciętny koszt stały (average fixed cost).
W zależności od tego, w jakim okresie rozważane są koszty, można również mówić o krótkookresowym przeciętnym koszcie całkowitym (short-run average total cost lub SATC) i o długookresowym przeciętnym koszcie całkowitym (long-run average total cost lub LATC).

## Związek między przeciętnym kosztem całkowitym i kosztem krańcowym
Z matematycznego punktu widzenia koszt krańcowy jest pochodną kosztu całkowitego. Wynika z tego, że jeżeli przeciętny koszt całkowity maleje wraz ze wzrostem produkcji, oznacza to, że koszt krańcowy jest mniejszy niż przeciętny koszt całkowity. W przeciwnym przypadku, gdy przeciętny koszt całkowity rośnie wraz ze wzrostem produkcji, oznacza to, że koszt krańcowy jest większy niż przeciętny koszt całkowity. W szczególnym przypadku, gdy nie ma kosztów stałych, a koszt krańcowy jest stały niezależnie od wielkości produkcji, wówczas przeciętny koszt całkowity jest równy kosztowi krańcowemu niezależnie od wielkości produkcji.